# Geldersheim
Geldersheim là một đô thị ở huyện Schweinfurt bang Bayern, Đức.